# Bajai repülőtér
A Bajai repülőtér a Jelky András Repülő Egyesület által üzemeltetett, nem nyilvános repülőtér, Baja központjától 8 kilométerre fekszik. Bács-Kiskun vármegye legdélebbi nem nyilvános repülőtere. A reptér Baja és Bácsbokod között, Mátéházapusztán helyezkedik el. 
| ICAO kód     | LHBJ                       |
| Magasság     | 90 m (300 láb)             |
| Forgalmi kör | LH 1200 ft (600 ft UL) AGL |
| Frekvencia   | 134.800 MHz                |
| Hívójel      | Baja INFO                  |